# Captain of His Soul
Captain of His Soul è un film muto del 1918 diretto da Gilbert P. Hamilton che aveva come interpreti principali William Desmond, Claire McDowell e Charles Gunn.

## Trama
Ebenezer Boyce rinuncia a controllare la sua azienda dietro suggerimento dei figli Horace e Henry, cedendola a Martin. Ma la disonestà di quest'ultimo uccide il vecchio. Poco tempo dopo, Martin viene trovato morto e i due fratelli, in segreto, si sospettano l'un l'altro. Diventati rivali in amore quando Myra - amata da ambedue i fratelli - sceglie Horace, in un attacco di gelosia Henry accusa apertamente il fratello dell'omicidio. Si scoprirà, invece, che la vera assassina è Annette De Searcy, l'ex amante della vittima, che confessa di averlo ucciso per difendersi da lui. Horace,  di cui è stata riconosciuta l'innocenza, può adesso vivere felicemente con Myra.

## Produzione
Il film fu prodotto dalla Triangle Film Corporation.

## Distribuzione
Distribuito dalla Triangle Distributing, il film uscì nelle sale cinematografiche statunitensi il 10 febbraio 1918.